# IC 853
IC 853 је спирална галаксија у сазвјежђу Велики медвјед која се налази на листи објеката дубоког неба у Индекс каталогу.
Деклинација објекта је + 52° 46' 28" а ректасцензија 13h 8m 41,6s. Привидна величина (магнитуда) објекта IC 853 износи 13,7 а фотографска магнитуда 14,5. IC 853 је још познат и под ознакама IC 4205, UGC 8230, MCG 9-22-19, CGCG 271-18, PGC 45560.